# Ибрагим (Илишевский район)
Ибрагим (баш. Ибраһим) — деревня в Илишевском районе Башкортостана. Входит в состав Старокуктовского сельсовета.

## Название
До 10 сентября 2007 года называлась деревней 5—6 участок. Ибрагим — по имени основателя, Ибрагимов Миннула Ибрагим улы.
Первое название — по номерам немецких наделов (участки № 5 и № 6), располагавшихся по разные стороны от оврага, поймы речки Исэнелга.

## История
Деревня впервые упоминается в документах 1889 года. до Октябрьской революции земли находились во владении немецких помещиков.
В 1919 году, весной, из деревни Теляпаново (нынешнего Илишевского района) к берегу речки Исэнелга приехал и построил землянку Ибрагимов Миннулла Ибрагим улы, 1885 г.р. Землянка была у родника с питьевой водой, на склоне оврага (место сохранено). Это место выбрано было оттого, что он здесь в том году официально получил 21 десятину (около 23 гектара) сельхозземель, к тому же недалеко находились колонии российских немцев-крестьян, обрабатывающих свои земли, и располагавшие средствами производства, вплоть до паровых машин. Миннулла обрабатывал по мере возможностей свои земли, а также подрабатывал у немцев. В землянке у Миннуллы и Салихи (жены) родился первый сын. Здесь они прожили 4 года. Затем в Андреевке купили старый дом и перевезли сюда. К тому времени в деревне появились и другие крестьяне-татары, получившие здесь земли. Немцы постепенно разъехались, попав под давление новых властей.
К этим же местам Бирский уездной землемер принудительно переселил тех крестьян, кто неудачно поселился подальше от деревни, от источника воды (например, на Акбаш Куагы). В довоенные годы в деревне работала школа, где работали 3 учителя, в каждом классе было по 35—40 человек, в том числе дети из соседней деревни Мари (Красный Октябрь), и дети казахов, проживших несколько лет в землянках рядом с деревней (переселенцы). Некоторое время преподавание велось на башкирском языке.
Весной 1926 года последние немцы ушли из деревни, начали заселяться башкиры. В 1930 году создан колхоз «Урожай».
На сегодня в деревне нет магазина, почты, избирательного участка. Деревня наполовину централизованно снабжается питьевой водой, полностью газифицирована, улицы асфальтированы.

## Население
| 2002 | 2009 | 2010 |
| ---- | ---- | ---- |
| 118  | ↗124 | ↗132 |

Преобладающая национальность — башкиры.

## Люди, связанные с селом
- Шарифуллин, Шайдулла Шарифуллович (1883—1959) — башкирский поэт-импровизатор, сэсэн.

## Инфраструктура
Действует начальная школа, её юридический адрес: 452285, республика Башкортостан, Илишевский район, деревня Ибрагим, улица Победы, 5.
Относится к МБОУ СОШ С. Старокуктово.
Построен современный фельдшерский пункт. Работает клуб. Ежегодно на новый год у клуба выставляется елка. Улицы асфальтированы, деревня газифицирована, на большей части деревни имеется водопровод с водонапорной башней.